# كناري أبيض البطن
كناري أبيض البطن أو رقاح أبيض اليطن (الاسم العلمي Crithagra dorsostriatus)، طائر من الرقاح وفصيلة الشرشوريات. مواطنه إثيوبيا والصومال وكينيا وجنوب السودان وتنزانيا وأوغندا. موائله الطبيعية السافانا الجافة. كان يُصنف سابقًا ضمن جنس النغر.